# Christian Coma
Christian Coma, rodným jménem Christian Robert Mora (* 21. dubna 1985, Los Angeles, Kalifornie, USA) je bubeník americké post-hardcorové skupiny Black Veil Brides.

## Život
Christian se naučil hrát na bicí už v devíti letech. Hrál též ve školních skupinách, svojí kariéru odstartoval hraním v jazzové skupině. Mezi jeho hudební vzory patří skupiny Pendulum, deadmau5, As I Lay Dying, In Flames a Rise Against.
Do Black Veil Brides vstoupil v říjnu roku 2010, když nahradil bývalou bubenici Sandru Alvarengu. Ještě toho roku nahrál se skupinou album Set the World on Fire.